# Donnement
Donnement je francouzská obec v departementu Aube v regionu Grand Est. Žije zde 73 obyvatel.

## Geografie

### Sousední obce
| Růžice kompasu |           | Dampierre |              | Růžice kompasu |
| Růžice kompasu | Jasseines | Sever     | Balignicourt | Růžice kompasu |
| Růžice kompasu | Jasseines | Donnement | Balignicourt | Růžice kompasu |
| Růžice kompasu | Jasseines | Jih       | Balignicourt | Růžice kompasu |
| Růžice kompasu |           | Aulnay    | Braux        | Růžice kompasu |